# حارة الاذاعة الجنوبية (صنعاء)
حارة الاذاعة الجنوبية هي إحدى حارات حي التحرير بمديرية التحرير إحد مديريات العاصمة اليمنية صنعاء، بلغ تعداد سكانها 243 نسمة حسب تعداد اليمن لعام 2004.